# Municipio de Logan (condado de Wayne)
El municipio de Logan (en inglés: Logan Township) es un municipio ubicado en el condado de Wayne en el estado estadounidense de Misuri. En el año 2010 tenía una población de 1486 habitantes y una densidad poblacional de 7,14 personas por km².

## Geografía
El municipio de Logan se encuentra ubicado en las coordenadas 37°11′48″N 90°34′26″O / 37.19667, -90.57389. Según la Oficina del Censo de los Estados Unidos, el municipio tiene una superficie total de 208.04 km², de la cual 206.44 km² corresponden a tierra firme y (0.77%) 1.59 km² es agua.

## Demografía
Según el censo de 2010, había 1486 personas residiendo en el municipio de Logan. La densidad de población era de 7,14 hab./km². De los 1486 habitantes, el municipio de Logan estaba compuesto por el 96.77% blancos, el 0.2% eran afroamericanos, el 0.61% eran amerindios, el 0.13% eran asiáticos, el 0.07% eran isleños del Pacífico, el 0.81% eran de otras razas y el 1.41% pertenecían a dos o más razas. Del total de la población el 1.41% eran hispanos o latinos de cualquier raza.